# Philosophia ancilla theologiae
Philosophia ancilla theologiae ("A filosofia é serva da teologia")  é uma frase latina que expressa que a razão natural (não iluminada pela graça ou revelação) é subserviente à teologia como a mais alta ciência. Uma vez que as artes liberais foram atribuídas à filosofia na Idade Média, esta disciplina englobava todas as ciências e artes que se ocupavam além da teologia, jurisprudência e medicina.
A frase é atribuída ao Bispo e Doutor da Igreja italiano Pedro Damião (c. 1006-1072). Aristóteles anteriormente considerava a teologia ou metafísica como a primeira filosofia ou ciência. Os primeiros usos dessa frase ocorrem em Fílo e Clemente de Alexandria, nos quais se referem à necessidade de todo pensamento humano se abrir para aquela sabedoria que revela e fundamenta o sentido da existência. Ele então considera a encruzilhada medieval e particularmente a versão do adágio que Pedro Damião deu em seus escritos, ignora a positividade da razão humana, influenciando ao mesmo tempo uma reificação do próprio pensamento teológico. Este pensamento é posteriormente retomado e defendido por São Tomás de Aquino. O filósofo do Iluminismo Immanuel Kant respondeu ao ditado em O Conflito das Faculdades de que "sempre haverá a questão de saber se ela carrega a tocha diante de sua graciosa dama ou se, atrás dela, ela carrega seu manto".